# Якоб Скіоетт Андк'яер
Якоб Скіоетт Андк'яер (дан. Jakob Andkjær, 7 травня 1985) — данський плавець.
Учасник Олімпійських Ігор 2008 року.